# قلعه کتی ابوالحسن‌کلا
قلعه کتی ابوالحسن کلا مربوط به هزاره ۱- دوران‌های تاریخی پس از اسلام است و در شهرستان بابل، بخش مرکزی، روستای ابوالحسن کلا واقع شده و این اثر در تاریخ ۱۹ اردیبهشت ۱۳۵۶ با شمارهٔ ثبت ۱۴۰۰ به‌عنوان یکی از آثار ملی ایران به ثبت رسیده‌است.